# Juan Carlos Valdivia Galdo
Juan Carlos Valdivia (La Paz, Bolivia, 13 de febrero de 1962) es un director, productor, guionista y actor boliviano-mexicano. Reconocido por su contribución al cine latinoamericano, ha dirigido y producido numerosas películas y programas de televisión a lo largo de su carrera. 

## Biografía
Juan Carlos Valdivia nació en La Paz, Bolivia el 13 de febrero de 1962. A los dieciocho años, se mudó a Estados Unidos para estudiar arquitectura en el Illinois Institute of Technology, pero no concluyó la carrera. Posteriormente, tomó clases de pintura y estudió cine en el Columbia College de Chicago, donde se graduó en 1987. Durante sus estudios, Valdivia dirigió y editó tres cortometrajes en 16mm con guiones propios: Swamp (1985), Transients (1987) y Drowning (1989). Estos trabajos fueron financiados por empresarios privados y becas otorgadas por el Illinois Arts Council y el National Endowment for the Arts. Swamp recibió el premio al Mejor Director en un festival local, Transients participó en el Festival de Berlín, y Drowning fue difundido por la televisión en Canadá, Japón y Europa.

## Carrera cinematográfica
Después de trabajar en Hollywood y enfrentar la falta de oportunidades para los latinos, Valdivia se mudó a México en 1994. Allí, comenzó a alternar su trabajo en el cine con la dirección de comerciales, videoclips (incluyendo Ángel de amor del grupo Maná) y episodios para series de televisión.

### Jonás y la ballena rosada
Su ópera prima, Jonás y la ballena rosada (1995), fue una coproducción boliviano-mexicana basada en la novela homónima de Wolfango Montes. La película, ambientada en Bolivia durante la década de 1980, rompió esquemas del cine boliviano de la época y recibió varios premios internacionales, incluyendo el India Catalina a la Mejor Ópera Prima en el Festival Internacional de Cine de Cartagena.

### American Visa
En 2005, Valdivia dirigió American Visa, basada en la novela de Juan de Recacoechea. La película, protagonizada por Demián Bichir y Kate del Castillo, relata la historia de un maestro rural que intenta obtener una visa para los Estados Unidos. American Visa ganó el Ariel al Mejor Guion Adaptado y fue nominada al Goya en la categoría de Mejor Película Extranjera de Habla Hispana.

### Zona Sur
En 2009, Valdivia escribió y dirigió Zona Sur, una película que explora la vida de una familia de clase alta en La Paz durante la llegada al poder de Evo Morales. La película recibió numerosos premios, incluyendo Mejor Director y Mejor Guion en el Festival de Sundance, y es considerada una de las películas más importantes de la historia del cine boliviano.

### Yvy Maraey
En 2012, Valdivia lanzó Yvy Maraey, una película que sigue el viaje de un cineasta y un líder guaraní por Bolivia. La película fue presentada en la Berlinale y en el MOMA, y fue premiada en el Canadá International Film Festival.

## Premios y reconocimientos
A lo largo de su carrera, Valdivia ha recibido varios premios y reconocimientos. En 2011, el Concejo Municipal de La Paz le otorgó la medalla Prócer Pedro Domingo Murillo en el grado de Palmas de Oro por su trayectoria cinematográfica.

## Controversias
En los últimos años salieron a la luz varias denuncias a Valdivia por falta de pagos, haciéndose dos denuncias formales. La primera denuncia data de 2014 y fue hecha por una persona a quien Valdivia no le pagó por la elaboración de un spot publicitario. La segunda data del 2018 y denuncia el incumplimiento de acuerdos, contratos, convenios y palabra empeñada en las películas Ivy Maraey y Soren. Otras personas también sumaron quejas por falta de pagos. El director respondió diciendo que en Bolivia, dada la falta de incentivos, es usual que los producciones audiovisuales tarden en saldar sus deudas.  

## Filmografía
- Swamp (1985) - Cortometraje
- Transients (1987) - Cortometraje
- Drowning (1989) - Cortometraje
- Jonás y la ballena rosada (1995) - Largometraje
- Cuentos para solitarios (1999) - Serie de televisión
- La vida en el espejo (1999) - Serie de televisión
- Feliz Navidad, mamá (2002) - Serie de televisión
- American Visa (2005) - Largometraje
- El Laberinto (2007) - Programa de televisión * Zona Sur (2009) - Largometraje
- Yvy Maraey (2012) - Largometraje * Eternamente héroes (2013) - Cortometraje
- Short Plays (Segmento Bolivia) (2014) - Cortometraje * Mi Mar Adentro (2014) - Cortometraje
- Soren (2018) - Largometraje